# N146 (België)
De N146 is een gewestweg in de Belgische provincie Antwerpen en verbindt de N14 in Minderhout, een deelgemeente van Hoogstraten, met de Nederlandse grens bij Zundert. De totale lengte van de N146 bedraagt ongeveer 6 kilometer.

## Plaatsen langs de N146
- Minderhout
- Meer